# Matt Parker
Matthew Thomas Parker (ur. 22 grudnia 1980 w Perth) – australijski matematyk, pisarz, komik, youtuber i popularyzator nauki, mieszkający w Wielkiej Brytanii. Jego książka Pi razy oko była pierwszym tytułem o tematyce związanej z matematyką w Wielkiej Brytanii, która została bestsellerem „Sunday Times”. Z wykształcenia nauczyciel matematyki. 